# Condado de Wayne (Iowa)
El condado de Wayne (en inglés: Wayne County, Iowa), fundado en 1846, es uno de los 99 condados del estado estadounidense de Iowa. En el año censo de los Estados Unidos de 2020 tenía una población de 6497 habitantes y en lo de 2010 una densidad poblacional de 12,2 personas por milla² (4,7. pro km²). La sede del condado es Corydon.

## Geografía
Según la Oficina del Censo, el condado tiene un área total de 1365 km² (527 mi²), de la cual 1361 km² (525,5 mi²) es tierra y 4 km² (1,5 mi²) es agua.

### Condados adyacentes
- Condado de Lucas norte
- Condado de Appanoose este
- Condado de Putnam sureste
- Condado de Mercer suroeste
- Condado de Decatur oeste

## Demografía
En el 2000 la renta per cápita promedia del condado era de $29 380, y el ingreso promedio para una familia era de $35 534. El ingreso per cápita para el condado era de $15 613. En 2000 los hombres tenían un ingreso per cápita de $26 018 contra $18 310 para las mujeres. Alrededor del 1400% de la población estaba bajo el umbral de pobreza nacional.
| 1900   | 1910   | 1920   | 1930   | 1940   | 1950   | 1960 | 1970 | 1980 | 1990 | 2000 |
| ------ | ------ | ------ | ------ | ------ | ------ | ---- | ---- | ---- | ---- | ---- |
| 17 491 | 16 184 | 15 378 | 13 787 | 13 308 | 11 737 | 9800 | 8405 | 8199 | 7067 | 6730 |

## Lugares

### Ciudades
- Allerton
- Clio
- Corydon
- Humeston
- Lineville
- Millerton
- Promise City
- Seymour

### Comunidades no incorporadas
- Cambria
- Confidence
- Sewal

### Principales carreteras
- U.S. Highway 65
- Carretera de Iowa 2
- Carretera de Iowa 14